# Music for Prague 1968 (Husa)
Music for Prague 1968 is programmatische muziek voor harmonieorkest van de Tsjechisch-Amerikaanse componist Karel Husa. Hij heeft het werk werd geschreven om de gebeurtenissen rond de Praagse Lente in 1968 te herdenken. Vanwege het grote succes van deze compositie bewerkte Husa het later ook voor symfonieorkest.
De compositie was een opdracht van het Ithaca College School of Music in Ithaca (New York). De première van deze compositie werd verzorgd door de Ithaca College School of Music Concert Band op 31 januari 1969 tijdens de Music Educators National Conference (MENC) in Washington D.C..
De compositie bestaat uit vier delen: Introduction and Fanfare, Aria, Interlude en Toccata and Chorale.
Van dit werk zijn diverse opnames gemaakt op langspeelplaat en cd.